# ایرنه زیلاهی
ایرنه زیلاهی (مجاری: Irène Zilahy؛ ‏ ۱۰ اوت ۱۹۰۴ – ۴ آوریل ۱۹۴۴) بازیگر و خواننده اهل مجارستان بود.
از فیلم‌ها یا مجموعه‌های تلویزیونی که وی در آن‌ها نقش داشته است، می‌توان به بانو یک اتاق می‌خواهد اشاره نمود.